# سانی ساوت (کلیپر)
سانی ساوت (کلیپر) (به انگلیسی: Sunny South (clipper)) یک کشتی است که طول آن 154 ft., or 135 ft. 4 in. می‌باشد. این کشتی در سال ۱۸۵۴ ساخته شد.